# 厄嫩

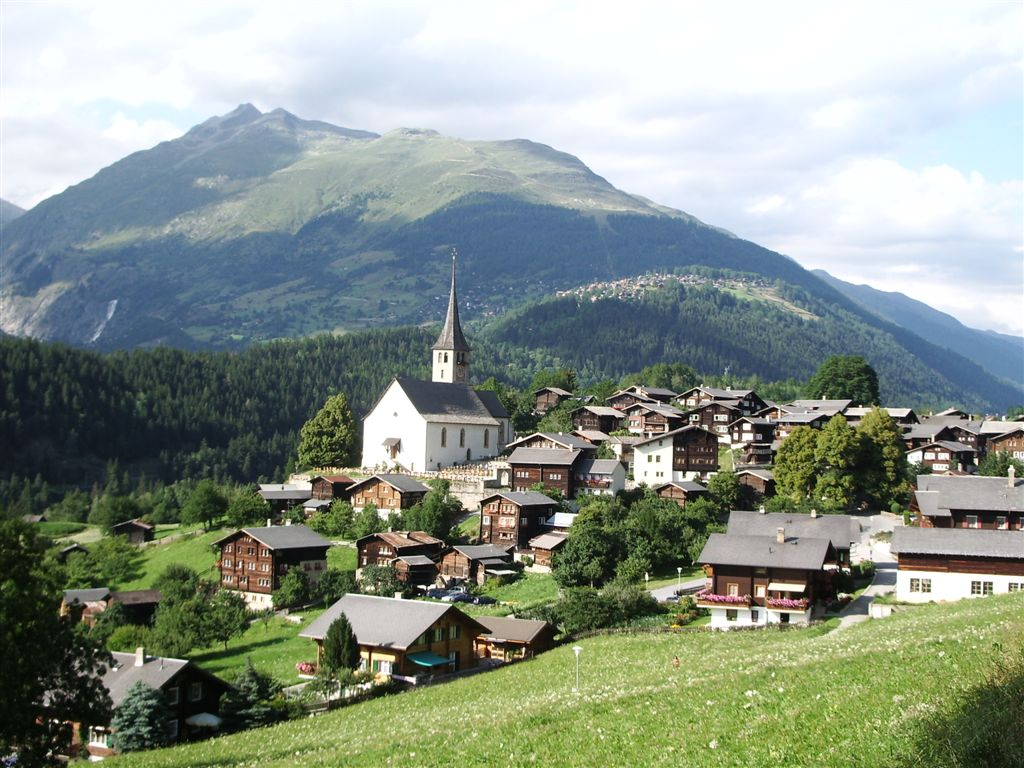

厄嫩是瑞士的城鎮，位於該國南部，由瓦萊州負責管轄，面積35.38平方公里，海拔高度1,196米，2011年人口541，九成人口信奉羅馬天主教，人口密度每平方公里15人。

## 外部連結
- Ernen Online Official website （德文）
- Tourism website （英文）